# Tom Daschle
Thomas Andrew Daschle dit Tom Daschle, né le 9 décembre 1947 à Aberdeen, est un homme politique américain membre du Parti démocrate.

## Biographie
Il est membre du Sénat des États-Unis pour le Dakota du Sud de 1987 à 2005, battu en 2004 par John Thune, candidat républicain. Il est chef de la majorité au Sénat entre 2001 et 2002 puis de la minorité de 2003 à 2005.
Daschle est l'un des proches conseillers de Barack Obama durant sa campagne. Le 19 novembre 2008, il accepte le poste de secrétaire à la Santé et aux Services sociaux des États-Unis proposé par le président élu Obama, mais à la suite de la révélation de problèmes fiscaux passés et avant de passer les auditions au Sénat pour être confirmé à ce poste, il a annoncé renoncer à cette fonction. Depuis, il s'est reconverti en tant que lobbyiste.
En 2001, Tom Daschle est la cible des enveloppes contaminées au bacille du charbon, plusieurs personnes de son entourage étant touchées.